# Гасан (Карнатака)
Гасан (каннада ಹಾಸನ, англ. Hassan) — місто в індійському штаті Карнатака. Адміністративний центр дистрикту Гасан.

## Географія
Гасан розташовується за 183 км від міста Бенґалуру, у 119 км від Майсуру. Середня висота над рівнем моря — 934 м.

### Клімат
Місто лежить у зоні, котра характеризується кліматом тропічних саван. Найтепліший місяць — квітень із середньою температурою 26.4 °C (79.5 °F). Найхолодніший місяць — грудень, із середньою температурою 20.6 °С (69.1 °F).
| Клімат Гасана           | Клімат Гасана | Клімат Гасана | Клімат Гасана | Клімат Гасана | Клімат Гасана | Клімат Гасана | Клімат Гасана | Клімат Гасана | Клімат Гасана | Клімат Гасана | Клімат Гасана | Клімат Гасана | Клімат Гасана |
| Показник                | Січ.          | Лют.          | Бер.          | Квіт.         | Трав.         | Черв.         | Лип.          | Серп.         | Вер.          | Жовт.         | Лист.         | Груд.         | Рік           |
| Середній максимум, °C   | 27,9          | 30,3          | 32,7          | 33,3          | 31,4          | 26,8          | 24,9          | 25,4          | 26,9          | 27,5          | 26,9          | 26,7          | 28,4          |
| Середня температура, °C | 21            | 22,9          | 25,2          | 26,4          | 25,6          | 22,9          | 21,8          | 22            | 22,6          | 22,9          | 21,7          | 20,6          | 23            |
| Середній мінімум, °C    | 14,1          | 15,5          | 17,7          | 19,5          | 19,7          | 19            | 18,6          | 18,5          | 18,2          | 18,2          | 16,5          | 14,5          | 17,5          |
| Норма опадів, мм        | 2.6           | 5             | 11.5          | 56.7          | 104.9         | 88.7          | 147.9         | 94.2          | 106.5         | 156.1         | 64.1          | 14.6          | 852.8         |
| ----------------------- | ------------- | ------------- | ------------- | ------------- | ------------- | ------------- | ------------- | ------------- | ------------- | ------------- | ------------- | ------------- | ------------- |
| Джерело: Weatherbase    |               |               |               |               |               |               |               |               |               |               |               |               |               |

## Населення
За даними перепису 2011 року населення міста становить 133 436 особи. З них 49,5 % чоловічої статі та 50,5 % жінок. Рівень грамотності дорослого населення становив 80,8 % (середній індійський показник 73,00 %).